# Гетто в Словенях (Толочинский район)
Гетто в Слове́нях (лето 1941 — 16 марта 1942) — еврейское гетто, место принудительного переселения евреев деревни Словени (Словень) Толочинского района Витебской области и близлежащих населённых пунктов в процессе преследования и уничтожения евреев во время оккупации территории Белоруссии войсками нацистской Германии в период Второй мировой войны.

## Оккупация Словеней и создание гетто
Реализуя нацистскую программу уничтожения евреев, немцы создавали гетто почти во всех городах и населённых пунктах Беларуси, где проживало еврейское население. Так и в деревне Словени (Словень) (Славненский сельсовет) оккпанты организовали гетто.
Сын местного священника Анатолий Ковалев, дезертировавший в конце 1941 года из Красной армии, стал начальником полиции Словеней.

## Уничтожение гетто
15 марта 1942 года немцы и полицаи согнали оставшихся в живых евреев Словеней в два дома на окраине деревни — в один загнали женщин и детей, в другой — мужчин. Всех их убили 16 марта 1942 года на месте бывшего кирпичного завода («цагельни») колхоза «Новый быт», расположенный на западной окраине деревни, на краю глиняного карьера, — мужчин расстреляли первыми, затем женщин и детей.
Руководил «акцией» (таким эвфемизмом нацисты называли организованные ими массовые убийства) Анатолий Ковалев, а местный житель по фамилии Корань был одним из самых активных участников расстрела.
По воспоминаниям свидетелей, детей бросали в яму живыми, раненых сразу не убивали, а оставляли долго мучиться. К концу дня каратели добили ещё живых людей выстрелами в затылок и уехали.
После убийства «бобики» (так в народе презрительно называли полицаев) занялись грабежом опустевших еврейских домов. Во время мародёрства в одном из домов полицаи обнаружили за печкой мальчика 3-4-х лет, которого притащили на место казни и живым бросили в яму к убитым.
На следующий день тела убитых сложили штабелем и сожгли, поливая соляркой.
Всего в Словенях были убиты более 40 еврейских семей — включая женщин и детей.

## Случаи спасения
В Словенях спаслись только несколько евреев. Среди них — сумевшая сбежать в день казни Рахиль Сироткина, которая, не найдя укрытия и пристанища, вскоре умерла от холода и голода на Цибульковом кладбище. Также спасся один подросток — сын Сымсечки, которого кто-то спрятал а затем переправил к партизанам.

## Память
Неполный список погибших евреев Словеней и довоенный план местности находится в школьном музее в Словенях.
В 1990-е годы в память о жертвах геноцида евреев в Словенях был установлен камень примерно в 100 метрах от места расстрела. В 2020 году был установлен памятник.